# Артур Семюель
Артур Семюель (1901 — 29 липня 1990) — піонер в галузі комп'ютерних ігор і штучного інтелекту. Програма Samuel Checkers-playing — одна з перших програм у світі, що самостійно навчаються, і як рання демонстрація фундаментального поняття штучного інтелекту.

## Біографія
Семюель народився в 1901 році в місті Емпорія, Канзас і закінчив коледж Емпорії в Канзасі в 1923 році. Він здобув ступінь магістра в галузі електротехніки в Массачусетському технологічному інституті в 1926 році і там же працював протягом двох років асистентом. У 1928 році він влаштовується в Bell Laboratories, де працював в основному над вакуумними лампами, а також докладав великих зусиль для поліпшення радара, що використовувався під час Другої світової війни. Він розробив газорозрядний перемикач приймання-передачі (TR труби), що дозволило одній антені використовуватися як для передачі, так і для приймання. Після війни він переїхав до університету штату Іллінойс в Urbana-Champaign, де він заснував проєкт ILLIAC, та продовжував працювати над ним до створення свого першого комп'ютера. Семюель пішов до IBM у Poughkeepsie, Нью-Йорк у 1949 році, де він виконав найуспішніші роботи. Йому приписують одну з перших хеш-таблиць програмного забезпечення, і вплив на ранніх стадіях розробки транзисторів для комп'ютерів IBM. В IBM він зробив першу програму перевірки першого комерційного комп'ютера від IBM, IBM 701. Програма була сенсаційним досягненням в області апаратних засобів та кваліфікованого програмування і викликала збільшення вартості акцій IBM на 15 пунктів за одну ніч. Результатом його програмування стала можливим структурування множини інструкцій процесорів, так як він був одним із перших, хто працював із комп'ютерами в інших проєктах, ніж обчислення. Семюель вирізнявся доступним викладом складних тем. Він був обраний, щоб написати введення до одного з перших журналів, присвячених обчисленням в 1953 році.
У 1966 році Семюель пішов з IBM і став професором у Стенфорді, де він працював до кінця свого життя. Він працював із Дональдом Кнутом над проєктом TeX, у тому числі брав участь у написанні документації; продовжував писати програмне забезпечення до його вісімдесят восьмого дня народження. Він отримав премію Computer Pioneer від комп'ютерного товариства IEEE в 1987 році. Помер від ускладнень хвороби Паркінсона 29 липня 1990 року.

## Наукова робота
Артур Семюель найбільш відомий своєю інноваційною роботою про комп'ютерні шашки. Він думав, що комп'ютери, які навчаються, при грі в ігри дуже плідні для того, щоб розвинути тактику, що відповідає загальним проблемам штучного інтелекту. Для цього він вибрав шашки, тому що правила відносно прості, але мають глибину стратегії. Основою навчання машини було дерево пошуку положень, досяжних від поточного стану. Через те, що у нього була дуже обмежена кількість пам'яті, Семюель здійснив те, що тепер називають відсіченням альфа-бета. Замість того, щоб шукати кожен шлях протягом гри, Семюель розвивав функцію виграшу, засновану на положенні в будь-який момент часу. Ця функція спробувала виміряти шанс перемоги для кожної сторони в даному положенні. Вона брала до уваги такі речі, як кількість шашок на кожній стороні, число дамок, і близькість шашок до того, щоб стати дамкою. Програма вибрала свій рух, заснований на мінімаксній стратегії, означаючи, що вона зробила хід, який оптимізував цінність цієї функції, припускаючи, що противник намагався оптимізувати цінність тієї ж самої функції з її точки зору.
Семюель також проєктував різні механізми, щоб його програма могла стати кращою. Наприклад, те що він назвав зубрінням (rote learning), програма пам'ятала кожне положення, яке вона вже бачила, поряд із граничною цінністю функції нагороди. Ця техніка ефективно розширювала глибину пошуку в кожному з цих положень. Пізніші програми Семюель переоцінювали функцію нагороди, засновану на вхідних іграх професіонала. Він також зробив так, щоб програма грала в тисячі ігор проти себе як інший спосіб вчитися. З усією цією роботою програма Семюеля досягла представницького аматорського статусу і була першою, яка грала в будь-яку настільну гру на цьому високому рівні. Він продовжував розробляти програму гри в шашки до середини 70-х років XX ст. Його метод вивчення через ігри тривав протягом роботи над шашками (який був повністю вирішений в 2007 році комп'ютером, який досліджував всі відповідні положення), і в інших іграх, таких як шахи.
1. ↑  https://pantheon.world/profile/person/Arthur_Samuel
2. ↑  SNAC — 2010.